# 福山市立鞆中学校
福山市立鞆中学校（ふくやましりつともちゅうがっこう）はかつて広島県福山市鞆町後地にあった男女共学の公立中学校。

## 沿革
- 1947年4月1日 - 新学制施行により鞆町立鞆中学校として鞆町立鞆小学校を間借りする形で開校する。
- 1949年3月11日 - 鞆城本丸跡に新築移転する。
- 1949年4月1日 - 沼隈郡鞆町田尻を学区とする鞆町立高島中学校を統合し、鞆町立鞆中学校高島分校とする。
- 1954年4月1日 - 鞆町立鞆中学校高島分校が独立して鞆町立高島中学校が再設置される（その後1962年に福山市立水呑中学校と統合して福山市立向丘中学校に移行したため現存しない）。
- 1956年9月30日 - 沼隈郡鞆町が福山市に編入されたことに伴い福山市立鞆中学校と改称し、併せて所在地表示が変更される（沼隈郡鞆町後地→福山市鞆町後地）。
- 1971年4月1日 - 鞆城本丸跡から現在地（鞆水源地跡地）に移転する。
- 2019年4月 - 鞆小学校と統合し旧鞆小学校の校地に小中一貫校の福山市立鞆の浦学園として開校。これにより鞆中学校は閉校となる。

## 校名の由来
- 沼隈郡鞆町（当時）のうちの旧沼隈郡鞆町域（1942年6月30日以前。大字は後地・鞆の二つ）を学区とすることから。

## 概要
- 福山市鞆町全域を学区とする中学校。沼隈郡鞆町には福山市編入前後地・田尻・鞆・走島の四つの大字があったが、地理的事情や生徒数の多さから1942年6月30日以前の町村（沼隈郡鞆町及び田尻・走島両村）ごとに中学校が作られ、単一中学校とはならなかった。
- 生徒数は福山市編入前後には1000人近くになったこともあったが、最後は約60人まで減少していた。
- 古くから港町として栄えてきた地域の特性を生かして生徒の鞆地区の年中行事への参加も盛んであった。
- かつて鞆中学校があった場所は現在は福山市鞆の浦歴史民俗資料館になっている。前記の通り江戸時代初頭には広島城支城の一つで、三層の天守があったとされる鞆城があった場所である（一国一城令により廃城）が、中学校や資料館建設によって貴重な遺構が失われた可能性も否定し得ない（福山市は鞆中学校移転後発掘調査を実施している）。福山市内で城跡に学校が建っていた例は他に広島県立福山葦陽高等学校（福山城三の丸西側）があるが、こちらも1982年に市街地に程近い高台に移転しており、跡地は現在ふくやま美術館や広島県立歴史博物館になっている。

## 学区
- 特別の事情がない限り福山市立鞆小学校の児童全員が進学することになっていた（学区は同一）。

## 学区の地理

### 主要施設
- 福山市役所鞆支所

### 名所・旧跡・観光地
- 鞆の浦

### 自然景観
- 瀬戸内海

### 教育機関（小学校以上）
- 福山市立鞆小学校

## アクセス
- JR山陽新幹線・山陽本線・福塩線福山駅からトモテツバス鞆港行に乗り、スカイライン入口バス停で下車。そこから坂道を数分間登った所にあった。